# Saint-Aignan-de-Couptrain
Saint-Aignan-de-Couptrain är en kommun i departementet Mayenne i regionen Pays de la Loire i nordvästra Frankrike. Kommunen ligger i kantonen Couptrain som tillhör arrondissementet Mayenne. År 2022 hade Saint-Aignan-de-Couptrain 350 invånare.

## Befolkningsutveckling
Antalet invånare i kommunen Saint-Aignan-de-Couptrain
| Referens: INSEE |